# Jean-Dominique Fieschi
Jean-Dominique Fieschi, né le 21 septembre 1972 à Bastia (Haute Corse), est un joueur de pétanque français. 

## Biographie
Il se positionne en milieu ou tireur.

## Clubs
- ?-? : Boule de Casatorra (Haute Corse)
- ?-? : Sport Pétanque Ile Rousse Balagne (Haute Corse)
- ?-? : Club Bouliste Monégasque (Monaco)

## Palmarès[1]

### Séniors

#### Championnats de France
Finaliste
- Tête à tête 1994
- Doublette 2008 (avec Bruno Le Boursicaud)

#### Trophée des villes
Vainqueur
- 2008 (avec Bruno Le Boursicaud, Jean-Pierre Grazzini et Jean-Claude Lenoir) : Bastia